# Fabulat
A fabulat néprajzkutatási műszó, melyet C. W. Sydow alkotott a latin fabulare szóból 1934-ben. Első megfogalmazásában rövid, egyepizódos költői elbeszélést jelentett, mely lehet rövid epikus hiedelemmonda, eredetmonda, trufa, állatmese is. A szó értelme kibővült, a mondaképződés egyik fokát értik rajta: a memorattal ellentétben költőileg megformált, folklorizálódott monda.